# Rosa Fitinghoff

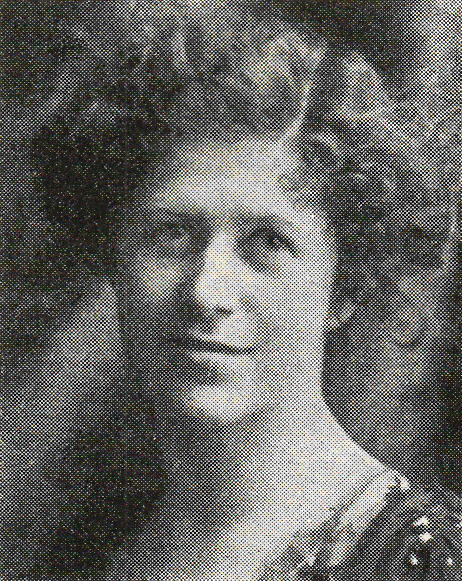
Rosa Fitinghoff (vor 1942)

Laura Matilda Edla Rosa Fitinghoff (* 5. Mai 1872 in Hammar (heute Teil von Kramfors), Västernorrlands län; † 27. März 1949 in Djursholm) war eine schwedische Schriftstellerin, die vornehmlich Kinderbücher schrieb.

## Leben
Rosa Fitinghoff war eine Tochter des Gutsbesitzers und Unternehmers Conrad Bleckert Fitinghoff (1804–1892), der einer aus dem Baltikum nach Schweden gezogenen Linie des deutschbaltischen Adelsgeschlechts der Vietinghoffs entstammte, und seiner Frau Laura Fitinghoff. Sie wuchs auf dem Gutshof Ekensholm in Södermanland und in Stockholm auf, wo ihre Mutter ab 1885 nach der Trennung von ihrem Ehemann lebte und durch das Verfassen von Kinderbüchern und Romanen sich und ihre Tochter ernährte. Rosa unterstützte sie dabei als Sekretärin. 1898 traf sie der Schriftsteller Henrik Ibsen bei der Feier zu seinem 70. Geburtstag in Stockholm. Sie besuchte ihn im Jahr darauf, und die beiden korrespondierten noch mehrere Jahre; die Schwärmerei für die junge Frau inspirierte ihn zu seinem Drama Wenn wir Toten erwachen.
Erst nach dem Tod der Mutter 1908 startete Rosa Fitinghoff ihre eigene Karriere und veröffentlichte 1911 die Novellensammlung, I romantikens skimmer. Zu den etwa 20 weiteren Büchern gehören Romane, Erzählungen, Reiseschilderungen und vor allem Kinderbücher. Viele ihrer Bücher handeln von Hunden, wobei sie die Erlebnisse mit den eigenen Pudeln verwertete. Ihr letztes Buch Minnenas kavalkad (1948) widmete sie dem Andenken an ihre Mutter.
Sie war Stiftsdame (schwedisch Stiftsjungfru).

## Schriften (Auswahl)
- Das alte Haus in der Heimat: die Geschichte einer tapferen Familie. (Den gamla stugan därhemma),  Übers. Thea Staedtler, Ill. Kurt Mann
- In fremden Händen: die Geschichte einer erlebnisreichen Irrfahrt durch Schweden und Lappland. (I Tattarhänder), Übers. Thea Staedtler, Ill. Walter Rieck
- Silja im Zelt auf den Bergen.  Eine Geschichte von Lappkindern, Rentieren und einem leuchtenden Sommer. (Tomtekåtan: Barnberättelse från Lappland), Übers. Thea Staedtler, Ill. Walter Rieck